# Jvke
Джейкоб Додж Лоусон (англ. Jacob Dodge Lawson), відомий як JVKE — американський співак, автор пісень і продюсер. Під час карантину, спричиненого пандемією COVID-19, він почав знімати відеокліпи у TikTok на свої пісні, одна з яких, «Upside Down», стала вірусним у 2021 році і була використана у понад 14 мільйонах відео в TikTok. Його дебютний альбом «This Is What ____ Feels Like» (2022) посів 56 місце в чарті Billboard 200, а пісня «Golden Hour» - 10 місце в Billboard Hot 100.
Лоусон був названий артистом MTV Push Artist за жовтень 2022 року, і він виконав «Golden Hour» наживо на Tonight Show with Jimmy Fallon, а також зробив кілька виступів у Європі для MTV.
Наразі Лоусон має понад 11 мільйонів підписників у TikTok. 

## Біографія
Джейкоб Додж Лоусон народився в Провіденсі, штат Род-Айленд. Він отримав музичне виховання в церкві, брав уроки гри на фортепіано, а також почав співати і писати власні пісні для своєї церкви. Він ходив до католицької школи, а потім до державної середньої школи у своєму рідному місті Кренстон, і був зарахований до Community College of Rhode Island на півтора року, перш ніж кинув навчання, щоб стати співаком.

## Кар'єра
У 2020 році, під час карантину, Лоусон і його сім'я почали користуватися TikTok. Після раннього періоду створення скетчів та інших відео, він анонсував свій перший сингл «Upside Down». Пісня стала популярною, що призвело до того, що Чарлі Пут звернувся до Лоусона за реміксом. Під час прямого ефіру в Instagram у січні 2021 року Лоусон оголосив, що буде співпрацювати з Galantis над піснею. Ця пісня, «Dandelion», була випущена 8 січня 2021 року.
Jvke випустив «Golden Hour» 15 липня 2022 року, пісню, яку він самостійно написав і спродюсував, а також змонтував музичне відео. Це була його перша пісня, яка посіла перше місце в чартах Billboard, привернувши до нього всесвітню увагу та запрошення з'явитися на телешоу. Він також був названий MTV Push Artist за жовтень 2022 року. Після виходу пісні, MTV UK попросив Лоусона виконати пісню, яку вони розмістили на YouTube. Його також визнали на MTV Italia, для якого він також виступав.
«Golden Hour» дебютувала в чарті Billboard Hot 100 на 71 місці і досягла піку на 10 місці. Вона також посіла 19 місце в британському чарті синглів. Станом на листопад 2022 року пісня має понад 100 мільйонів переглядів на YouTube, TikTok та в інших соціальних мережах.
8 грудня 2022 року Лоусон випустив «Hero», спільну роботу з Мартіном Ґарріксом.
У 2023 році Лоусон з'явився в «Angel Pt. 1», пісні Kodak Black і NLE Choppa, а також Чімін з BTS і Muni Long. Пісня є частиною саундтреку до фільму Форсаж 10.

## Дискографія

### Студійні альбоми
- 2022 — This Is What ___ Feels Like (Vol. 1 —4)

### Збірки
- 2022 — This Is What Falling in Love Feels Like (554Hz)
- 2022 — This Is What Heartbreak Feels Like (432Hz)
- 2022 — This Is What Sadness Feels Like (214Hz)
- 2022 — This Is What Falling Out of Love Feels Like (392Hz)

## Нагороди та номінації
| Нагорода                 | Рік  | Номінант | Категорія         | Результат | Примітки |
| ------------------------ | ---- | -------- | ----------------- | --------- | -------- |
| iHeartRadio Music Awards | 2023 | Він сам  | Social Star Award | Перемога  | [ 16 ]   |